# بروس شاند
بروس شاند (بالإنجليزية: Bruce Shand)‏ عسكري بريطاني ( 22 يناير 1917- 11 يونيو 2006) هو والد كاميلا ملكة المملكة المتحدة زوجة الملك تشارلز الثالث.